# System of a Down (альбом)
System of a Down — однойменний дебютний альбом американського гурту System of a Down, вперше випущений 30 червня 1998 року.
На обкладинці зображена рука з антифашистського політичного плаката Джона Хартфілда 5 Finger hat die Hand.

## Відгуки та відзнаки
В цілому альбом отримав позитивні відгуки. Наприклад, Allmusic дав дебютнику чотири з п'яти пунктів, а Sputnikmusic взагалі поставив максимальну оцінку - п'ять з п'яти.
Платівка також потрапила до альманаху 1001 Albums You Must Hear Before You Die (укр. Тисяча і один альбом, який варто посхухати до того як ви помрете).
2 лютого 2000 року альбом був сертифікований RIAA, як золотий. У чарті Billboard 200, альбом дістався лише 124 місця у квітні того ж 2000-го. Проте, через два роки, на хвилі успіху наступного альбому Toxicity, дебютна платівка була удостоєна платинового статусу.

## Список композицій
| #   | Назва         | Автор слів      | Автор музики                   | Тривалість |
| --- | ------------- | --------------- | ------------------------------ | ---------- |
| 1.  | «Suite-Pee»   | Серж Танкян     | Дарон Малакян                  | 2:32       |
| 2.  | «Know»        | Танкян          | Шаво Одадж'ян, Малакян, Танкян | 2:56       |
| 3.  | «Sugar»       | Танкян          | Одадж'ян, Малакян              | 2:33       |
| 4.  | «Suggestions» | Танкян          | Малакян                        | 2:44       |
| 5.  | «Spiders»     | Танкян          | Малакян                        | 3:35       |
| 6.  | «DDevil»      | Танкян          | Одадж'ян, Малакян              | 1:43       |
| 7.  | «Soil»        | Танкян          | Малакян                        | 3:25       |
| 8.  | «War?»        | Танкян          | Малакян                        | 2:40       |
| 9.  | «Mind»        | Танкян          | Одадж'ян, Малакян, Танкян      | 6:16       |
| 10. | «Peephole»    | Танкян          | Малакян                        | 4:04       |
| 11. | «CUBErt»      | Танкян, Малакян | Малакян                        | 1:49       |
| 12. | «Darts»       | Танкян          | Малакян                        | 2:42       |
| 13. | «P.L.U.C.K.»  | Танкян          | Малакян                        | 3:37       |

| Японське видання | Японське видання | Японське видання | Японське видання | Японське видання |
| #                | Назва            | Автор слів       | Автор музики     | Тривалість       |
| ---------------- | ---------------- | ---------------- | ---------------- | ---------------- |
| 14.              | «Marmalade»      | Танкян           | Малакян          | 3:02             |
| 15.              | «Störagéd»       | Танкян           | Малакян          | 1:19             |

| Бонус диск (лімітованне видання) | Бонус диск (лімітованне видання) | Бонус диск (лімітованне видання) | Бонус диск (лімітованне видання) | Бонус диск (лімітованне видання) |
| #                                | Назва                            | Автор слів                       | Автор музики                     | Тривалість                       |
| -------------------------------- | -------------------------------- | -------------------------------- | -------------------------------- | -------------------------------- |
| 1.                               | «Sugar» (Live)                   | Танкян                           | Одадж'ян, Малакян                | 2:27                             |
| 2.                               | «War?» (Live)                    | Танкян                           | Малакян                          | 2:48                             |
| 3.                               | «Suite-Pee» (Live)               | Танкян                           | Малакян                          | 2:58                             |
| 4.                               | «Know» (Live)                    | Танкян                           | Одадж'ян, Малакян, Танкян        | 3:04                             |

## Список учасників запису
System of A Down
- Дарон Малакян — гітари, бек-вокал
- Серж Танкян — вокал, клавішні/семпли
- Шаво Одадж'ян — бас-гітара
- Джон Долмаян — барабани

Технічний персонал
- Frank Harkins, System Of A Down - артдиректор
- John Heartfield – оформлення
- Greg Fidelman, Sylvia Massy – інженери
- Greg Fidelman, Nick Raskulinecz, Sam Storey - асистенти інженерів
- Vlado Meller – мастеринг
- Dave Sardy – продюсування, мікс, запис, фінальні штрихи
- Eric "Statik" Anest  – спецефекти
- Anthony Artiaga – фото
- Рік Рубін - продюсер, додаткові клавішні

## Позиції в чартах

### Альбом
| Рік  | Чарт              | Позиція |
| ---- | ----------------- | ------- |
| 1999 | The Billboard 200 | 124     |
| 1999 | Top Heatseekers   | 1       |

### Сингли
| Рік  | Сингл   | Чарт                   | Позиція |
| ---- | ------- | ---------------------- | ------- |
| 1999 | Sugar   | Mainstream Rock Tracks | 28      |
| 1999 | Sugar   | Modern Rock Tracks     | 31      |
| 2000 | Spiders | Mainstream Rock Tracks | 25      |
| 2000 | Spiders | Modern Rock Tracks     | 38      |